# Juan Pío Montúfar

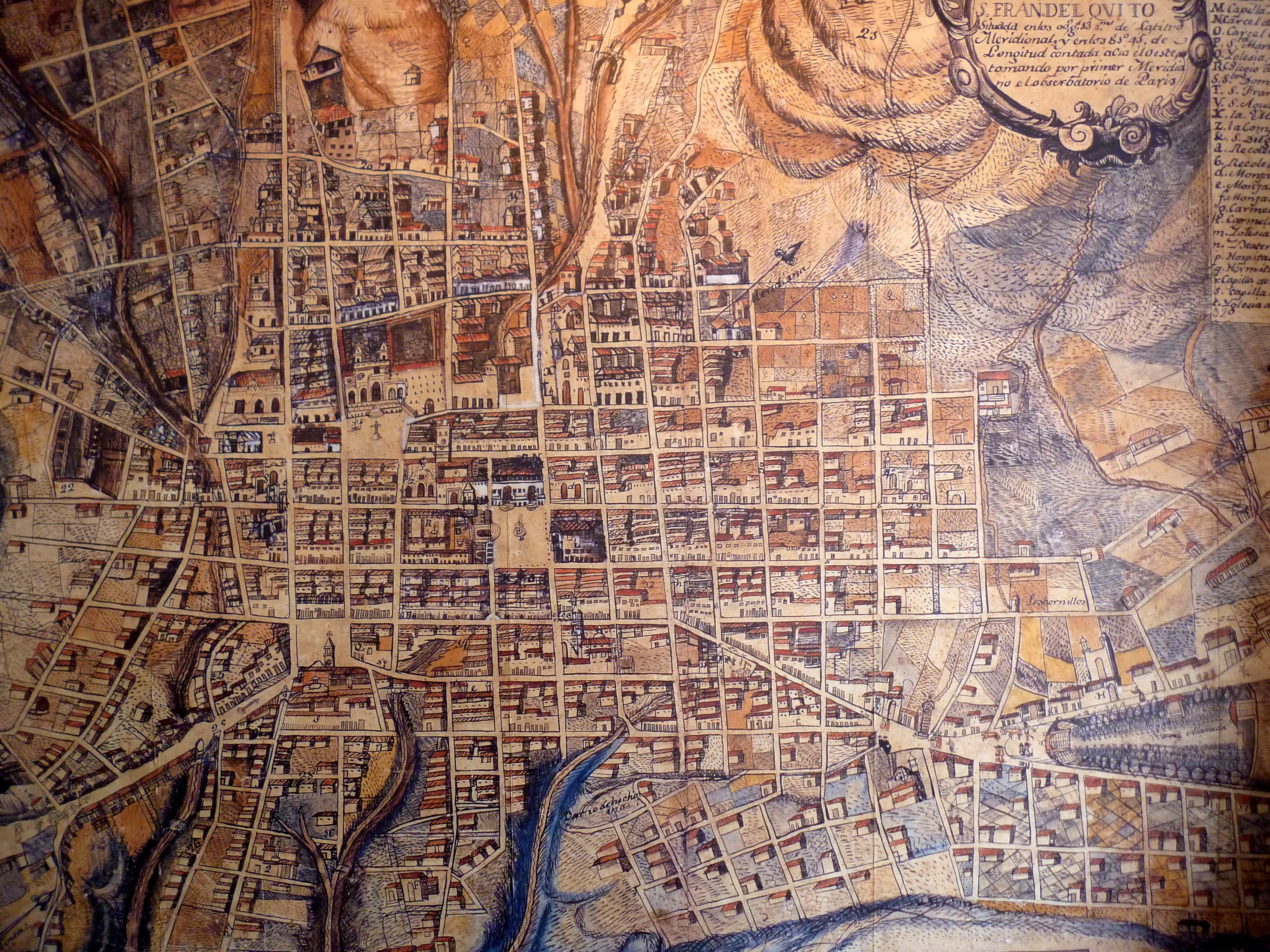
Plano de la ciudad de Quito, atribuido a Juan Pío Montúfar, alrededor de 1805.

Juan Pío de Montúfar y Larrea-Zurbano, II marqués de Selva Alegre y caballero de la Orden de Carlos III, (Quito, Virreinato de la Nueva Granada, 29 de mayo de 1758-Alcalá de Guadaíra, 3 de octubre de 1819), fue un noble español nacido en Quito. En el año 1809 fue elegido cabeza de la Primera Junta de Gobierno Autónoma de Quito, precursora de lo que poco menos de dos décadas más tarde sería la independencia del actual Ecuador.

## Biografía
Juan Pío de Montúfar y Larrea-Zurbano nació en la ciudad de Quito, en el seno de una de las familias locales más importantes e influyentes de la época. Su padre era el funcionario español Juan Pío de Montúfar y Frasso, nacido en Granada (donde su padre ejercía como oidor de la Real Audiencia) aunque de una familia de cortesanos y letrados radicada en Madrid durante algunas generaciones y con orígenes en la villa de Tamajón, presidente de la Real Audiencia de Quito desde 1753 a 1761 y primer marqués de Selva Alegre. Su madre era la noble criolla Rosa Larrea y Santa Coloma. Tuvo otros tres hermanos menores: Pedro (1759-1846), Ignacio (1760-1795) y Joaquín (1761-1803).
Tras la temprana muerte de su madre y después de su padre, Juan Pío y sus hermanos pasaron a vivir con sus abuelos maternos en una casa cercana a la Plaza Grande, en el mismo lugar que hoy ocupa la conocida como Plaza Chica. Su abuelo, el general Pedro Ignacio Larrea, le procuró maestros privados de la mejor categoría, entre los que destacó Apolinario Hoyos. Estudió además gramática latina y filosofía en el Colegio Seminario de San Luis.
A los 16 años empezó a llevar la gestión de varias de las haciendas de la familia, solicitando más tarde la administración de sus herencias en Cochicaranqui, Angla y Milán. El marqués de Selva Alegre fue gran amigo de Eugenio Espejo, José Mejía Lequerica, Francisco José de Caldas y Anastasio Guzmán y Abreu, por lo que estaba considerado no solo un hombre de gran posición social sino también un amante del pensamiento de la Ilustración.

### Matrimonio y descendencia
En 1779 contrajo matrimonio con Josefa Teresa de Larrea-Zurbano y Villavicencio, originaria de la ciudad de Riobamba, que además era su prima segunda. La pareja procreó seis hijos legítimos, a saber:
- Juan José de Montúfar y Larrea-Zurbano (1777-1779)
- Carlos de Montúfar y Larrea-Zurbano (1780-1816)
- Joaquín de Montúfar y Larrea-Zurbano (1782-1850), III marqués de Selva Alegre
- Rosa de Montúfar y Larrea-Zurbano (1783-1869)
- Juan de Montúfar y Larrea-Zurbano (1787-1788)

### Vida pública
Fue regidor de cabildo de la ciudad de Quito durante cinco años. En 1783 fue elegido alcalde de segundo voto de Quito, como tal remató las propiedades jesuitas de la hacienda Chillo. En 1786 obtuvo el marquesado de Selva Alegre que le correspondía por herencia paterna. Su esposa murió el mismo año mientras él se encontraba en Santafe de Bogotá arreglando asuntos del marquesado.
En 1790 fue nombrado caballero de la Real y Soberana Orden de Carlos III, distinción con la que la Corona española premiaba a sus súbditos más leales e ilustres. En 1791 fue elegido Intendente Diputado de La Alameda, y en noviembre de ese mismo año fue fundador de la Sociedad Patriótica de Amigos del País de Quito, institución que publicaría el periódico ilustrado Primicias de la Cultura de Quito, junto a Eugenio Espejo.
En la presidencia de Luis Muñoz de Guzmán, Montúfar es nombrado comisario de policía, encargado del buen orden y abastos de Quito. En 1973 es relevado de sus funciones y pasa al cargo de teniente coronel de milicias de Quito.
En 1797 obtuvo las rentas del mayorazgo de los Montúfar en Madrid. En 1780 se convirtió en consejero del por entonces presidente de la Audiencia de Quito, el barón de Carondelet. En 1802 acogió y hospedó a los sabios Alejandro Von Humboldt y Aimé Bonpland en su viaje científico por las colonias españolas de América del Sur, recibiendo como gratitud el nombre de especie vegetal que Humboldt bautizó como Trachypogon montufar.

## Presidente de la Junta de Gobierno Autónomo de Quito
En 1808 Montúfar mantuvo varias reuniones en los que se trataba la situación de Quito; frente a la invasión francesa a España y el impacto de las reformas borbónicas. Inspirado por el pensamiento de su amigo personal, Eugenio Espejo; Montúfar, junto con otros nobles e intelectuales criollos, crearían la idea de un gobierno autónomo para la Real Audiencia de Quito. En su hacienda de Los Chillos se tramó el conocido complot de Navidad con fines autonómicos para Quito. Sin embargo una denuncia causó la aprehensión de los implicados, bajo el cargo de complot contra la corona, pero fueron liberados pocas semanas después por falta de pruebas.
Cuando Napoleón invadió España en 1808, Montúfar encontró la oportunidad perfecta para poner en marcha los planes; y un año después, depuso al presidente de la Audiencia de Quito y formó una Junta de Gobierno de 1809, este movimiento utilizó una falsa lealtad a Fernando VII; esta estrategia conocida como Máscaras de Fernando, tenía como objetivo lograr la autonomía sin temor a represalias. Esta junta encabezada por quiteños e independiente del virreinato estableció su propio gobierno. La Junta de Gobierno quiteña recibió un trato de Su Majestad con el propósito de dar mayor relevancia a los miembros de la misma; el acta de establecimiento de la misma se firmó en la Sala Capitular del Convento de San Agustín el 16 de agosto.
Montúfar renunció al cargo Presidente de la Junta de Gobierno de Quito el 22 de septiembre debido a las diferencias surgidas en el seno de la misma sobre el rumbo que tomaría la política de la Audiencia, además de ver las difíciles condiciones militares que se avecinaban con las fuerzas que pronto llegarían desde Lima y Santa Fé de Bogotá. Renunció a su cargo y se retiró entonces a su propiedad en Latacunga.
Una vez repuesto el orden en la Audiencia de Quito, el 4 de diciembre de 1809, el nombre de Montúfar fue incluido en la lista de traidores que debían ser apresados, pero el marqués pudo huir. En 1812 él y sus hijos obtuvieron por su condición de nobles el perdón del nuevo presidente de la Audiencia, Toribio Montes, aunque tuvo que perder gran cantidad de sus bienes y ser desterrado a Loja.

## Últimos años y muerte
En enero de 1813 fue acusado nuevamente de conspirar contra la Corona española debido a varias reuniones que mantuvo con personajes de corriente revolucionaria en su hacienda La Ciénega, al sur de Quito. Se dispuso que fuera enviado en barco para ser juzgado en España, aunque consiguió fugarse a mitad de camino hacia el puerto de Tumaco. De vuelta en Quito fue nuevamente perdonado por el presidente Montes.
En 1816 recibió la noticia de la muerte de su hijo Carlos de Montúfar, quien fue hecho prisionero por los realistas y fue fusilado en Guadalajara de Buga tras participar en la Batalla de la Cuchilla del Tambo.
En enero de 1818 Juan Pío Montúfar es definitivamente enviado prisionero a España. El 29 de mayo llega después de un largo viaje a Cádiz, siendo confinado en un principio en el castillo de Santa Catalina. Meses después lo trasladaron a Sevilla, donde ingresó en un lazareto instalado en la hacienda de Martín Navarro, en el municipio de Alcalá de Guadaíra, a poca distancia de la ciudad, probablemente por sufrir algún tipo de enfermedad contagiosa.
Su hijo Joaquín, por entonces capitán de infantería en el ejército español, había participado al igual que Carlos en la Guerra de la Independencia contra los franceses en la península, pero a diferencia de él se mantuvo fiel al bando realista durante el proceso de emancipación de las colonias americanas. Cuando su padre llegó a España él ya se encontraba establecido en la corte como ayuda de cámara de Fernando VII y miembro de la Orden de Carlos III. El 4 de junio de 1818, estando Joaquín en Sevilla visitando a su padre, mandó una carta al Rey solicitando el traslado del marqués de Selva Alegre a Madrid, donde él mismo residía junto a su esposa.
Juan Pío Montúfar no llegó nunca a viajar a Madrid (España) y falleció en el lazareto de Martín Navarro el día 3 de octubre de 1819, siendo sepultado según su partida de defunción en la misma capilla de la hacienda.

## Condecoraciones y méritos
- Caballero de la Real y Soberana Orden de Carlos III, otorgada en 1790.
- Gran Cruz de San Lorenzo, creada por el mismo en 1809.

## Genealogía

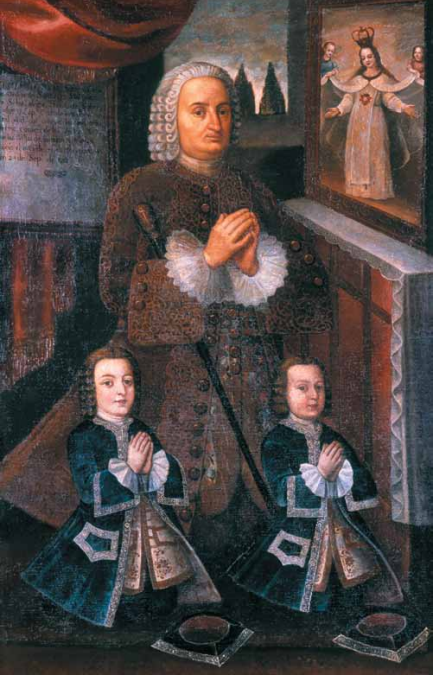
Juan Pío de Montúfar y Frasso junto a sus hijos Juan Pío (izq) y Pedro (der).

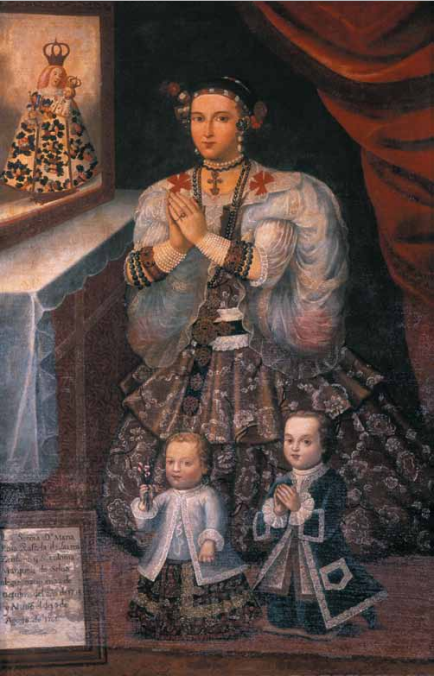
Rosa de Larrea-Zurbano y Santa Coloma junto a sus hijos Ignacio (der) y Joaquín (izq).

|  |                                                                                                 |  |  |  |  |  |  |  |  |  |  |  |  |  |  |  |
|  | 16. Sebastián de Montúfar                                                                       |  |  |  |  |  |  |  |  |  |  |  |  |  |  |  |
|  |                                                                                                 |  |  |  |  |  |  |  |  |  |  |  |  |  |  |  |
|  |                                                                                                 |  |  |  |  |  |  |  |  |  |  |  |  |  |  |  |
|  | 8. Juan de Montúfar y Enríquez de Villacorta                                                    |  |  |  |  |  |  |  |  |  |  |  |  |  |  |  |
|  |                                                                                                 |  |  |  |  |  |  |  |  |  |  |  |  |  |  |  |
|  |                                                                                                 |  |  |  |  |  |  |  |  |  |  |  |  |  |  |  |
|  | 17. Juana Enríquez de Villacorta                                                                |  |  |  |  |  |  |  |  |  |  |  |  |  |  |  |
|  |                                                                                                 |  |  |  |  |  |  |  |  |  |  |  |  |  |  |  |
|  |                                                                                                 |  |  |  |  |  |  |  |  |  |  |  |  |  |  |  |
|  | 4. Sebastián de Montúfar y Porras Caballero de la Orden de Santiago                             |  |  |  |  |  |  |  |  |  |  |  |  |  |  |  |
|  |                                                                                                 |  |  |  |  |  |  |  |  |  |  |  |  |  |  |  |
|  |                                                                                                 |  |  |  |  |  |  |  |  |  |  |  |  |  |  |  |
|  | 18. Varón Porras                                                                                |  |  |  |  |  |  |  |  |  |  |  |  |  |  |  |
|  |                                                                                                 |  |  |  |  |  |  |  |  |  |  |  |  |  |  |  |
|  |                                                                                                 |  |  |  |  |  |  |  |  |  |  |  |  |  |  |  |
|  | 9. Luisa Porras y Monferre                                                                      |  |  |  |  |  |  |  |  |  |  |  |  |  |  |  |
|  |                                                                                                 |  |  |  |  |  |  |  |  |  |  |  |  |  |  |  |
|  |                                                                                                 |  |  |  |  |  |  |  |  |  |  |  |  |  |  |  |
|  | 19. Dama Monferre                                                                               |  |  |  |  |  |  |  |  |  |  |  |  |  |  |  |
|  |                                                                                                 |  |  |  |  |  |  |  |  |  |  |  |  |  |  |  |
|  |                                                                                                 |  |  |  |  |  |  |  |  |  |  |  |  |  |  |  |
|  | 2. Juan Pío de Montúfar y Frasso-Apietto I Marqués de Selva Alegre                              |  |  |  |  |  |  |  |  |  |  |  |  |  |  |  |
|  |                                                                                                 |  |  |  |  |  |  |  |  |  |  |  |  |  |  |  |
|  |                                                                                                 |  |  |  |  |  |  |  |  |  |  |  |  |  |  |  |
|  | 20. Varón Frasso                                                                                |  |  |  |  |  |  |  |  |  |  |  |  |  |  |  |
|  |                                                                                                 |  |  |  |  |  |  |  |  |  |  |  |  |  |  |  |
|  |                                                                                                 |  |  |  |  |  |  |  |  |  |  |  |  |  |  |  |
|  | 10. Pedro Frasso y Apietto                                                                      |  |  |  |  |  |  |  |  |  |  |  |  |  |  |  |
|  |                                                                                                 |  |  |  |  |  |  |  |  |  |  |  |  |  |  |  |
|  |                                                                                                 |  |  |  |  |  |  |  |  |  |  |  |  |  |  |  |
|  | 21. Dama Apietto                                                                                |  |  |  |  |  |  |  |  |  |  |  |  |  |  |  |
|  |                                                                                                 |  |  |  |  |  |  |  |  |  |  |  |  |  |  |  |
|  |                                                                                                 |  |  |  |  |  |  |  |  |  |  |  |  |  |  |  |
|  | 5. Josefa Frasso-Apietto y del Corro                                                            |  |  |  |  |  |  |  |  |  |  |  |  |  |  |  |
|  |                                                                                                 |  |  |  |  |  |  |  |  |  |  |  |  |  |  |  |
|  |                                                                                                 |  |  |  |  |  |  |  |  |  |  |  |  |  |  |  |
|  | 22. Cap. Juan del Corro                                                                         |  |  |  |  |  |  |  |  |  |  |  |  |  |  |  |
|  |                                                                                                 |  |  |  |  |  |  |  |  |  |  |  |  |  |  |  |
|  |                                                                                                 |  |  |  |  |  |  |  |  |  |  |  |  |  |  |  |
|  | 11. Leonor del Corro y Segarra                                                                  |  |  |  |  |  |  |  |  |  |  |  |  |  |  |  |
|  |                                                                                                 |  |  |  |  |  |  |  |  |  |  |  |  |  |  |  |
|  |                                                                                                 |  |  |  |  |  |  |  |  |  |  |  |  |  |  |  |
|  | 23. Antonia Zegarra y Valverde                                                                  |  |  |  |  |  |  |  |  |  |  |  |  |  |  |  |
|  |                                                                                                 |  |  |  |  |  |  |  |  |  |  |  |  |  |  |  |
|  |                                                                                                 |  |  |  |  |  |  |  |  |  |  |  |  |  |  |  |
|  | 1. Juan Pío de Montúfar y Larrea-Zurbano II Marqués de Selva Alegre                             |  |  |  |  |  |  |  |  |  |  |  |  |  |  |  |
|  |                                                                                                 |  |  |  |  |  |  |  |  |  |  |  |  |  |  |  |
|  |                                                                                                 |  |  |  |  |  |  |  |  |  |  |  |  |  |  |  |
|  | 24. Juan de Larrea-Zurbano y Bustillo Caballero de la Orden de Alcántara                        |  |  |  |  |  |  |  |  |  |  |  |  |  |  |  |
|  |                                                                                                 |  |  |  |  |  |  |  |  |  |  |  |  |  |  |  |
|  |                                                                                                 |  |  |  |  |  |  |  |  |  |  |  |  |  |  |  |
|  | 12. Juan Dionisio de Larrea-Zurbano y Pérez-Manrique de Lara Caballero de la Orden de Calatrava |  |  |  |  |  |  |  |  |  |  |  |  |  |  |  |
|  |                                                                                                 |  |  |  |  |  |  |  |  |  |  |  |  |  |  |  |
|  |                                                                                                 |  |  |  |  |  |  |  |  |  |  |  |  |  |  |  |
|  | 25. Juana Francisca Pérez-Manrique de Lara y Camberos                                           |  |  |  |  |  |  |  |  |  |  |  |  |  |  |  |
|  |                                                                                                 |  |  |  |  |  |  |  |  |  |  |  |  |  |  |  |
|  |                                                                                                 |  |  |  |  |  |  |  |  |  |  |  |  |  |  |  |
|  | 6. Pedro Ignacio de Larrea-Zurbano y Dávalos-Sotomayor                                          |  |  |  |  |  |  |  |  |  |  |  |  |  |  |  |
|  |                                                                                                 |  |  |  |  |  |  |  |  |  |  |  |  |  |  |  |
|  |                                                                                                 |  |  |  |  |  |  |  |  |  |  |  |  |  |  |  |
|  | 26. Fernando Dávalos Sotomayor y Mazo de la Vega                                                |  |  |  |  |  |  |  |  |  |  |  |  |  |  |  |
|  |                                                                                                 |  |  |  |  |  |  |  |  |  |  |  |  |  |  |  |
|  |                                                                                                 |  |  |  |  |  |  |  |  |  |  |  |  |  |  |  |
|  | 13. María Tomasa Dávalos-Sotomayor y Villagómez-Larráspuru                                      |  |  |  |  |  |  |  |  |  |  |  |  |  |  |  |
|  |                                                                                                 |  |  |  |  |  |  |  |  |  |  |  |  |  |  |  |
|  |                                                                                                 |  |  |  |  |  |  |  |  |  |  |  |  |  |  |  |
|  | 27. María de Villagómez y Larráspuru                                                            |  |  |  |  |  |  |  |  |  |  |  |  |  |  |  |
|  |                                                                                                 |  |  |  |  |  |  |  |  |  |  |  |  |  |  |  |
|  |                                                                                                 |  |  |  |  |  |  |  |  |  |  |  |  |  |  |  |
|  | 3. Rosa de Larrea-Zurbano y Santa Coloma                                                        |  |  |  |  |  |  |  |  |  |  |  |  |  |  |  |
|  |                                                                                                 |  |  |  |  |  |  |  |  |  |  |  |  |  |  |  |
|  |                                                                                                 |  |  |  |  |  |  |  |  |  |  |  |  |  |  |  |
|  | 28. Pedro de Santa Coloma e Yturrizar                                                           |  |  |  |  |  |  |  |  |  |  |  |  |  |  |  |
|  |                                                                                                 |  |  |  |  |  |  |  |  |  |  |  |  |  |  |  |
|  |                                                                                                 |  |  |  |  |  |  |  |  |  |  |  |  |  |  |  |
|  | 14. Gaspar de Santa Coloma y Leguina-Laya                                                       |  |  |  |  |  |  |  |  |  |  |  |  |  |  |  |
|  |                                                                                                 |  |  |  |  |  |  |  |  |  |  |  |  |  |  |  |
|  |                                                                                                 |  |  |  |  |  |  |  |  |  |  |  |  |  |  |  |
|  | 29. Úrsula de Leguina y Laya                                                                    |  |  |  |  |  |  |  |  |  |  |  |  |  |  |  |
|  |                                                                                                 |  |  |  |  |  |  |  |  |  |  |  |  |  |  |  |
|  |                                                                                                 |  |  |  |  |  |  |  |  |  |  |  |  |  |  |  |
|  | 7. Catalina de Santa Coloma y Gondra-Villela                                                    |  |  |  |  |  |  |  |  |  |  |  |  |  |  |  |
|  |                                                                                                 |  |  |  |  |  |  |  |  |  |  |  |  |  |  |  |
|  |                                                                                                 |  |  |  |  |  |  |  |  |  |  |  |  |  |  |  |
|  | 30. Tnte. Domingo de Gondra-Villela y Lecue                                                     |  |  |  |  |  |  |  |  |  |  |  |  |  |  |  |
|  |                                                                                                 |  |  |  |  |  |  |  |  |  |  |  |  |  |  |  |
|  |                                                                                                 |  |  |  |  |  |  |  |  |  |  |  |  |  |  |  |
|  | 15. Clara Gondra-Villela y Legorburu-Santa Coloma                                               |  |  |  |  |  |  |  |  |  |  |  |  |  |  |  |
|  |                                                                                                 |  |  |  |  |  |  |  |  |  |  |  |  |  |  |  |
|  |                                                                                                 |  |  |  |  |  |  |  |  |  |  |  |  |  |  |  |
|  | 31. María Antonia de Legorburu y Santa Coloma                                                   |  |  |  |  |  |  |  |  |  |  |  |  |  |  |  |
|  |                                                                                                 |  |  |  |  |  |  |  |  |  |  |  |  |  |  |  |
|  |                                                                                                 |  |  |  |  |  |  |  |  |  |  |  |  |  |  |  |